# Ceptura de Jos
Ceptura de Jos – wieś w Rumunii, w okręgu Prahova, w gminie Ceptura. W 2011 roku liczyła 2358 mieszkańców.